# Lake Worth Beach
Lake Worth Beach, före 2019 Lake Worth, är en stad (city) i Palm Beach County, i delstaten Florida, USA. Enligt United States Census Bureau har staden en folkmängd på 35 306 invånare (2011) och en landarea på 15,2 km².